# Ennigaldi-Nanna

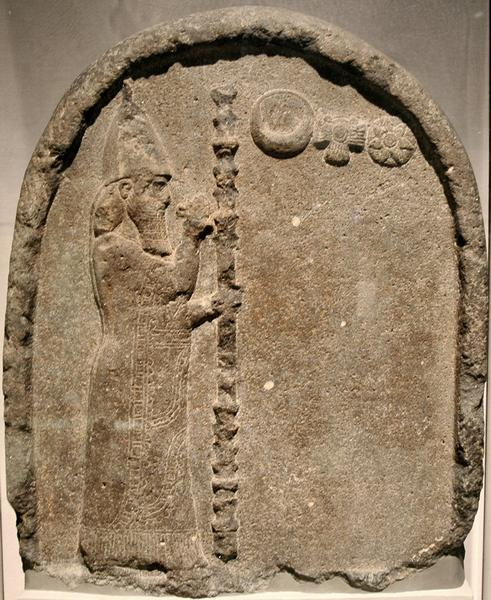
Nabonide, le père d'Ennigaldi-Nanna.

Ennigaldi-Nanna, appelée également Bel-Shalti-Nanna, ou Bel-Shalti-Nannar, était une princesse babylonienne (vers 554 av. J.-C.). Elle était la fille de Nabonide et la sœur de Balthazar. Elle fut grande prêtresse à Ur. On l'appelait prêtresse de Sîn, (divinité personnifiant la Lune). Ennigaldi-Nanna était administrateur de l'école pour prêtresses.

## Vie
Ennigaldi reçut le nom additionnel de Nanna lorsqu'elle devint grande prêtresse du dieu Nanna en 547 av. J.-C. Sa grand-mère, Adad-Guppi fut également grande prêtresse mais était déjà décédée à cette époque.
L'archéologue Sir Leonard Woolley nota dans ses travaux que le roi Nabonide décida d'appeler sa fille Bel-Shalti-Nannar lorsqu'elle devint la grande prêtresse de Nannar à Ur .

## Le palais et le musée de la grande-prêtresse Ennigaldi-Nanna
Durant les fouilles entreprises à Ur, l'archéologue Leonard Woolley découvrit une chambre construite pour Ennigaldi-Nanna vers 550 av. J.-C. La chambre était identifiée comme le palais de la grande-prêtresse Bel-Shalti-Nannar. Le palais présente des similitudes avec le Palais Sud à Babylone, mais à une échelle réduite. Il est situé sur une parcelle trapézoïdale à 150 mètres au sud-est de la ziggurat d'Ur des Sumériens.
Les fouilles ont permis la découverte d'objets datant de 1400 av. J.-C., de 1700 av. J.-C. et de 2050 av. J.-C. dans un temple situé à côté du palais où vivait Ennigaldi-Nanna. Les artéfacts étaient soigneusement rangés côte à côte et accompagnés de tablettes d'argile couvertes de signes cunéiformes reprenant les explications écrites des objets en trois langues différentes. Ces tablettes sont considérées comme le premier catalogue de musée de l'histoire. Ennigaldi-Nanna était la conservatrice de ce musée. Le musée, appelé Musée d'Ennigaldi-Nanna, date d'environ 530 av. J.-C. Elle aurait créé le musée avec l'aide de son père, le roi Nabonide. Il était lui-même antiquaire et restaurateur d'objets antiques. La princesse Ennigaldi-Nanna utilisait les artéfacts afin d'expliquer le passé de sa dynastie et de la région. Des fragments d'une statue en diorite dédicacée par le roi Shulgi à la déesse Ninsun d'Ur ont également été retrouvés, ainsi que des figurines de chiens en argile. Le nom d'Ennigaldi-Nanna, ainsi que l'appellation du palais, sont mentionnés par Nabonide dans de nombreuses inscriptions sur des cylindres en argile : J'ai construit la maison de Bel-Shalti-Nannar, ma fille, la prêtresse de Sîn. J'ai purifié ma fille et l'ai offerte à Sîn... et Puisse Bel-Shalti-Nannar ma fille, l'aimée de mon cœur, être forte face à eux et puissent prévaloir ses paroles.

## Postérité
Avec son père, le roi Nabonide, Ennigaldi-Nanna est connue comme étant à l'origine des premières fouilles encadrées et de l'exposition des artéfacts. Il est supposé qu'elle participait à la découverte des objets et fut à l'origine de la création d'un musée pour les découvertes faites par Nabonide.
Un brachiopode fossile, Spinatrypa ennigaldinannae, est nommé en son honneur.

## Culture
- Ennigaldi-Nanna figure parmi les 1 038 femmes référencées dans l'œuvre d’art contemporain The Dinner Party (1979) de Judy Chicago. Son nom y est associé à Hatchepsout[14].